# Rudolf Lunkenbein
Rudolf Lunkenbein SDB (* 1. April 1939 in Döringstadt bei Bamberg; † 15. Juli 1976 in Merúri im Mato Grosso, Brasilien) war ein deutscher Salesianer Don Boscos und Missionar in Brasilien.

## Leben

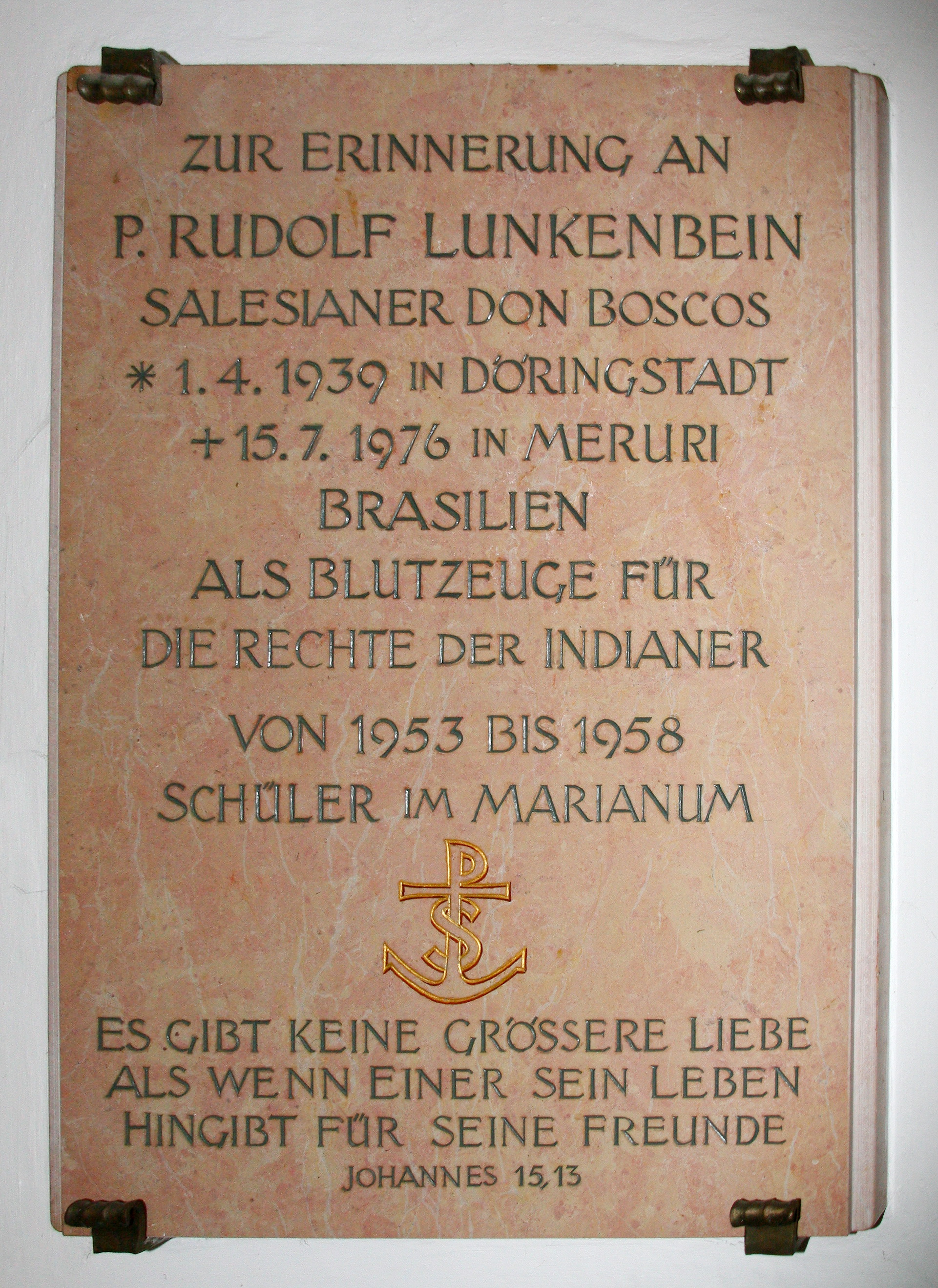
Gedenktafel im Kloster Buxheim

Schon als kleiner Junge von 10 Jahren äußerte er den Wunsch, Priester zu werden. Vier Jahre später (1953) ging er daher auf das Progymnasium der Salesianer Don Boscos in Buxheim. Er entschied sich, in die Ordensgemeinschaft der Salesianer Don Boscos als Missionar einzutreten, ging dazu mit 19 Jahren nach Brasilien und absolvierte sein Noviziat in der Nähe von São Paulo. Ab Februar 1963 absolvierte er ein zweijähriges Praktikum in der Missionsstation von Merúri und gab Schulunterricht.
Um sein Theologiestudium zu beenden, kehrte er 1965 nach Deutschland an die Ordenshochschule in Benediktbeuern zurück. Dort empfing er am 29. Juni 1969 auch seine Priesterweihe durch den Augsburger Weihbischof Josef Zimmermann. Am 6. Juli 1969 feierte er in seiner Heimatgemeinde Döringstadt Primiz.
Nachdem er die Priesterweihe empfangen hatte, ging Lunkenbein bald darauf wieder nach Brasilien und wurde Missionar bei den Bororo-Indigenen in Merúri. Dazu erlernte er deren Sprache, um zu verstehen, warum sie sich angesichts der Landstreitigkeiten mit Großgrundbesitzern entschieden hatten, auszusterben. Er motivierte sie zum Weiterleben, brachte ihnen moderne Landwirtschaft bei, errichtete ein Wasserkraftwerk und konnte die Frauen überzeugen, nicht mehr den empfängnisverhütenden Saft einer Pflanze aus dem Urwald zu trinken.
1974 wurde die Karwoche erstmals aus der Kultur der Bororos heraus gestaltet, Musik, Tanz, Körperbemalung und Kirchenschmuck wurden in die Liturgie einbezogen.

## Engagement und Ermordung
Lunkenbein wird theologisch als ein Vertreter der Theologie der Befreiung angesehen, dem die Option für die Armen essentiell ist und Hilfe zur Selbsthilfe pastorales und politisches Ziel. Die Indigenen dankten es ihm 1973 mit der Aufnahme in ihren Stamm, bei der sie ihm den Namen „Goldfisch“ gaben. Er wird als Bruder der Indigenen akzeptiert und geachtet und gilt als erster und einziger weißer Häuptling bei Indigenen. Auch Kirche und Staat versuchten, Lunkenbein in ihre Bemühungen zum Schutz der Indianer einzubinden. 1973 wurde der „Indianerpater“ in den brasilianischen Missionsrat für Indianerfragen (CIMI) gewählt, zwei Jahre später wurde er Mitglied der staatlichen Indianerschutzbehörde FUNAI. Dabei setzte er sich insbesondere für die Rückgabe des Landes an die Indianer ein, das Großgrundbesitzer (portugiesisch Fazendeiros) sich ohne Recht angeeignet hatten. Am 14. Juli 1976 wurde die unter anderen von ihm geforderte Vermessung des Landes durch die staatlichen Behörden abgeschlossen. Am 15. Juli 1976 sollte die Landabtretung beginnen. Dazu kamen die Landvermesser, aber auch die Fazendeiros in Lunkenbeins Missionsstation. Dabei wurde Lunkenbein im Alter von nur 37 Jahren zusammen mit dem Indianerhäuptling Lourenço Simão Cristino und einem weiteren Indigenen im Hof der Missionsstation von Manoel Borges da Silva, dem Anführer der Fazendeiros, erschossen. Bei den Indigenen sowie beim Erzbistum Bamberg gilt Lunkenbein seither als Märtyrer und Glaubenszeuge.
Auf seinem Grab steht in portugiesischer, deutscher und indianischer Sprache: „Ich bin zum Dienen gekommen und dafür zu sterben.“ Es ist eine Bezugnahme auf seinen Primizspruch nach Mt 20,28.

## Gedenken und Nachwirkung
Die katholische Kirche hat Pater Rudolf Lunkenbein als Glaubenszeugen in das deutsche Martyrologium des 20. Jahrhunderts aufgenommen. Seit seinem gewaltsamen Tod werden immer wieder Stimmen laut, ihn und Lourenço Simão Cristino seligzusprechen; die Bitte um Eröffnung des Prozesses der Anerkennung des Martyriums wurde dem zuständigen Bischof am 3. Mai 2016 überreicht. Im Januar 2018 wurde das Seligsprechungsverfahren eröffnet.
In Ebensfeld wurde die Volksschule nach ihm benannt. In Bamberg findet ein Pater-Lunkenbein-Gedächtnisturnier im Hallenfußball statt.
Martin Winklbauer schrieb 1993 das Drama Mani – Der gewaltsame Tod des Pater Rudolf Lunkenbein.
Vom 7. bis 15. Juli 2006 organisierte Pater Karl Oerder SDB eine Reihe von Veranstaltungen zum Gedenken an den Missionar, unter anderem mit einer Ausstellung in Ebensfeld. Oerder hatte im Mai 2006 in Merúri Zeitzeugen befragt. Am 10. Juli 2006 zelebrierte der Bamberger Erzbischof Ludwig Schick in Döringstadt einen Gedenkgottesdienst. Vom 10. bis 14. Juli 2006 gedachte auch die Schule ihrem Namensgeber mit Projekttagen, einem Lebenslauf und einem Schulfest zugunsten der Bororo-Indigenen.
Peter Schanz schrieb die Szene Lunke, die vom E.T.A. Hoffmann-Theater Bamberg anlässlich dessen 1000-Jahre-Bistum-Projektes Der Herr der Himmel setzt die Zeit in Gang 2007 uraufgeführt wurde.